# 马来西亚联邦公路系统
马来西亚联邦公路系统是马来西亚主要的国家公路网络。马来西亚所有的联邦公路是由工程部管辖。根据《1969年部长级职务法》，在《1959年联邦公路法》下所公告的所有联邦公路，都交给公共工程部负责计划、建设和维修。然而，大部分的联邦公路都是由公共工程局（简称JKR）建造和维修，而公共工程局乃是工程部的执行机构之一。唯独在沙巴和砂拉越，公共工程局是由州政府直接管辖。

## 历史
马来西亚半岛大部分的联邦公路是在1957年之前的英国殖民时期建造的，当时英国政府修建联邦公路以便运输货物和商品。
在沙巴，大部分联邦公路是在北婆罗洲特许公司管理下的英属北婆罗洲被占领期间修建的。与大部分仅用数字来命名的马来西亚联邦公路不同，沙巴联邦公路以字母'A'加上数字来命名。
然而，在詹姆士·布洛克统治时期的砂拉越，没有公路网被修建起来。因此，当砂拉越于1963年9月16日加入马来西亚联邦后，马来西亚联邦政府立刻开始修建连通砂拉越与沙巴的泛婆罗州高速公路。

## 联邦公路标准

### 概要

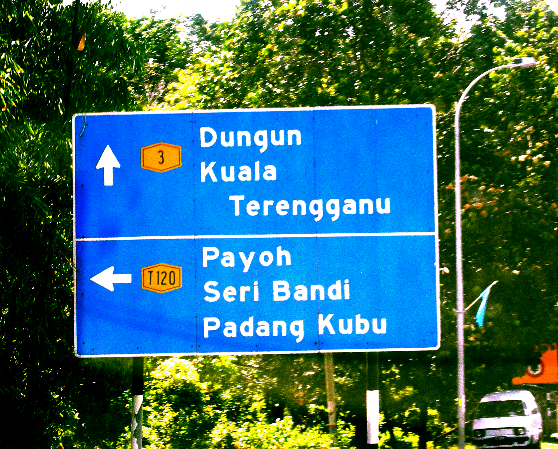
位于登嘉楼的联邦3号公路路标。

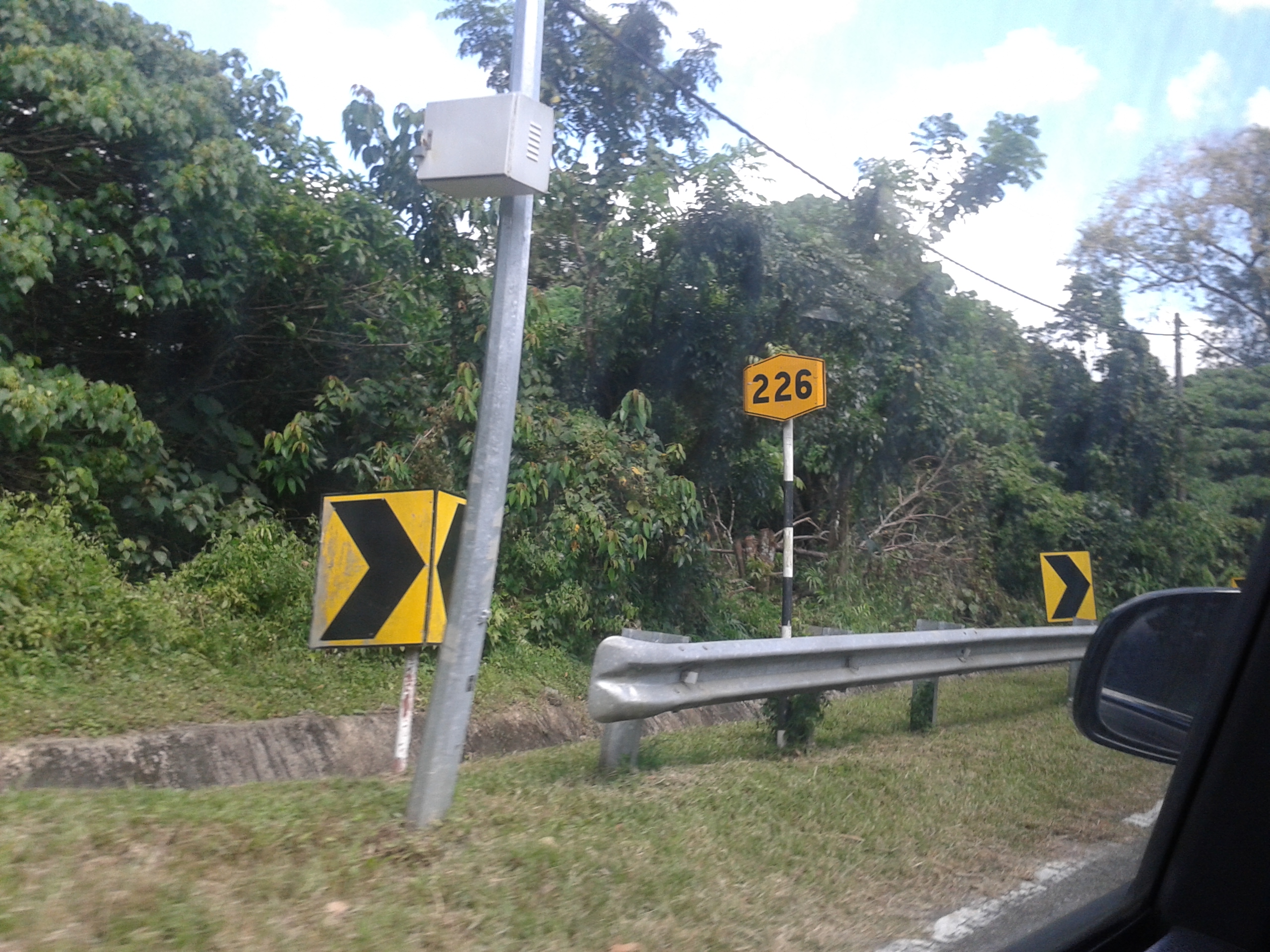
联邦公路标号

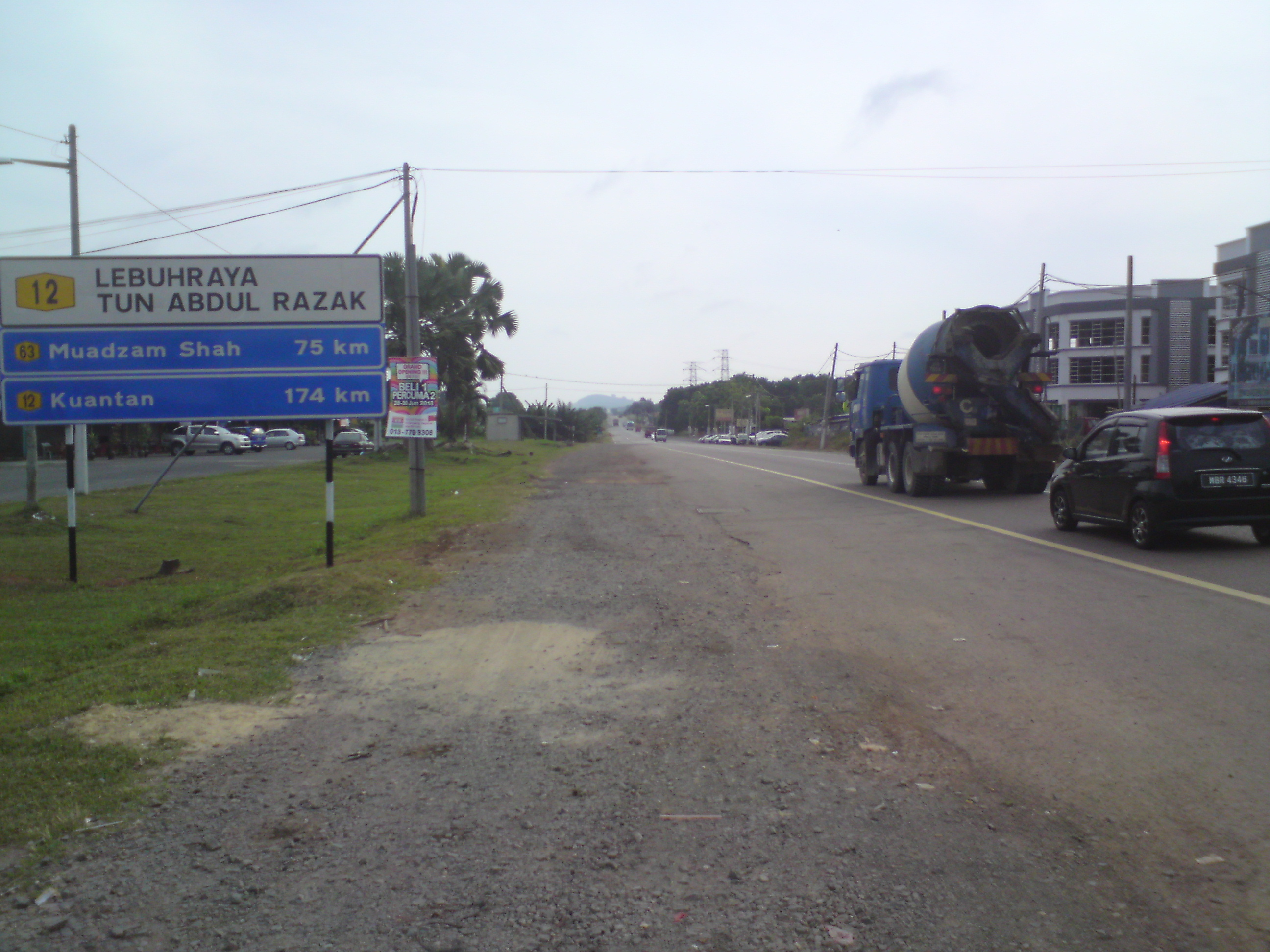
敦拉萨快速公路（联邦号公路）由柔佛州昔加末连接彭亨州甘孟。

马来西亚联邦公路总长为49,935公里（31,028英里）。
联邦公路只标有数字，例如联邦1号公路，而州级公路则以州代号开头，后跟号码；例如，J32是柔佛州公路。但联邦公路编码也可以加上FT前缀，通常是公共工程局（JKR）和警方使用。例如，联邦1号公路也可以写成联邦公路FT1。联邦和州级公路都有蓝色路标，文字颜色为白色。
马来西亚采用右侧驾驶系统，驾驶车辆靠道路左侧行驶。联邦公路大部分是双车道，但也有些地方增加额外的车道。在城镇地区，会有四车道公路以增加道路容量。在丘陵山区，会为慢速车辆（如公交车，卡车等）设置爬坡车道。
部分联邦公路还设置有摩托车道。摩托车道被设置在各向车道的最左侧并且仅以黑白条纹与主干道隔开，以使摩托车驾驶员能够超车以及驶出公路。
在马来西亚，一些高速公路是由联邦政府投资的（如联邦大道和士姑来快速公路），这些联邦政府投资的公路同样被算作联邦公路。
几乎所有联邦公路都是由玛𤧛脂铺成的，只有少部分道路是用混凝土（Skudai-Pontian高速公路马来西亚工艺大学立交桥至Taman Sri Pulai连接部分，联邦5号公路实兆远至Kota Setia部分）和柏油（联邦大道巴生至吉隆坡段梳邦再也至雪兰莪牌楼靠近八打灵再也部分）铺成的。
砂拉越拥有马来西亚最广阔的公路网，其联邦公路通往除沐胶州以外的马来西亚所有主要地区。联邦政府与州政府仍然在争夺民都鲁-美里公路的沿海部分的维修权，因为联邦政府投资修建了该部分道路而当地州政府提供了占用土地的赔偿金。与州道不同，所有联邦道路都联系在一起组成了道路网。特别地，砂拉越的州道与邻国文莱的高速公路连接了起来，分别在美里（与文莱的马来奕），林梦（与文莱的Kuala Lurah以及Puni）以及老越（与文莱的Labu）；同时也与邻国印度尼西亚的公路网连接，位于打必禄县（与印度尼西亚的西加里曼丹省）。
马来西亚联邦公路满足马来西亚公共工程局(JKR)采用的郊区公路标准，范围从R1/R1a（乡村次要公路以及联邦土地发展局的无行驶限制与最低限速的协议）到R5（有行驶限制的联邦公路或高速公路以及限速90km/h）。R6标准专为高速公路设计（速度最高至110km/h）并且有行驶限制。

### 联邦公路种类及其编号
| 例子            | 联邦公路种类                    | 编号                             |
| --------------- | ------------------------------- | -------------------------------- |
| ·               | 主要联邦公路                    | 001–249                          |
| ·               | 单位机关联邦公路                | 250–479                          |
| EXIT 1 EXIT 226 | 联邦公路出口                    | EXIT 1–EXIT 99 EXIT 201–EXIT 299 |
| ·               | 主要联邦公路 （砂拉越州）       | 1-1–1-59 3-1–3-99                |
|                 | 主要联邦公路 （沙巴州；旧编码） | A01–A99                          |
| ·               | 主要联邦公路 （纳闽联邦直辖区） | 700–799                          |
|                 | 联邦土地发展局公路              | 1000–1999 2000–2999              |
|                 | 工业联邦公路                    | 3000–3999                        |

单位机关联邦公路

主要出现在单位机关的出入口（如大学，研究所，军事基地，机场，医院等）。
更多信息请参照马来西亚路标（Road signs in Malaysia articles）
主要联邦公路
主要出现在马来西亚半岛地区，沙巴以及砂拉越。
联邦土地发展局公路
主要出现在马来西亚半岛地区。这种道路由联邦土地发展局与马来西亚公共工程局修建。在砂拉越，联邦土地发展局公路出现在隆杜。
工业联邦公路
主要出现在马来西亚半岛的工业区。砂拉越有两条工业联邦公路，分别位于古晋的Pending工业区以及民都鲁的凯德隆工业区。

### 公路设计
公路设计主要以城市和郊区为定，城市的时速一般比郊区的时速为低。以下是城市公路和郊区公路的设计标准和使用范围。

#### 城市
| 标准    | 最高时速限制 （公里/小时） | 最小路宽 （米） | 进出管制 | 使用范围                                        |
| ------- | -------------------------- | --------------- | -------- | ----------------------------------------------- |
| JKR U6  | 90                         | 3.5             | 完全     | 马来西亚大道局所管理的高速公路                  |
| JKR U5  | 80                         | 3.5             | 局部     | 主干道和局部管制进出的市区高速公路              |
| JKR U4  | 70                         | 3.25            | 局部     | 主干 / 集散道路                                 |
| JKR U3  | 60                         | 3.0             | 局部     | 集散道路 / 地方街道                             |
| JKR U2  | 50                         | 2.75            | 无       | 地方街道 注：JKR U2是双车道道路的最低几何标准。 |
| JKR U1  | 40                         | （5.0）*        | 无       | 单车道道路（城镇地区）                          |
| JKR U1a | 40                         | （4.5）*        | 无       | 单车道道（如在廉价住宅区）                      |

#### 郊区
| 标准    | 最高时速限制 （公里/小时） | 最小路宽 （米） | 进出管制 | 使用范围                                     |
| ------- | -------------------------- | --------------- | -------- | -------------------------------------------- |
| JKR R6  | 110                        | 3.5             | 完全     | 马来西亚大道局所管理的高速公路               |
| JKR R5  | 100                        | 3.5             | 局部     | 联邦公共工程局负责的主要公路和一部分快速公路 |
| JKR R4  | 90                         | 3.25            | 局部     | 主要和次要公路                               |
| JKR R3  | 70                         | 3.0             | 局部     | 次要公路                                     |
| JKR R2  | 60                         | 2.75            | 无       | 小路 注: JKR R2是双车道道路的最低几何标准。  |
| JKR R1  | 40                         | （5.0）*        | 无       | 单车道小路（乡间小路）                       |
| JKR R1a | 40                         | （4.5）*        | 无       | 单车道道路（通往采石场等限制区域的道路）     |

* - 双向道路总宽度

## 联邦公路维修
在2000年之前，马来西亚联邦公路是由公共工程部负责维修，但从2000年开始，所有联邦公路交由主要承包商和维修公司负责维修。
| 地区                                                  | 公司                                                   |
| ----------------------------------------------------- | ------------------------------------------------------ |
| 北马－玻璃市、吉打和槟城                              | THB维修私人有限公司                                    |
| 北马－霹雳                                            | Belati Wangsa（马）私人有限公司                        |
| 中马和东海岸                                          | Roadcare（马）私人有限公司                             |
| 南马                                                  | Selia Selenggara Selatan（马）私人有限公司             |
| 沙巴 （包括纳闽直辖区）                               | Lintasan资源私人有限公司                               |
| 砂拉越 （古晋、三马拉汉、诗里阿曼、木中、泗里街地区） | PPES工程私人有限公司；CMSB集团的子公司                 |
| 砂拉越 （诗巫、沐膠、民都鲁地区）                     | HCM工程私人有限公司；Protasco有限公司的子公司          |
| 砂拉越 （美里、林梦、加帛地区）                       | Endaya建筑私人有限公司；Encorp产业私人有限公司的子公司 |

## 交通安全

### 时速限制
默认时速限制和全国时速限制为每小时90公里（每小时55英里）；然而，从2006年开斋节开始，在节日期间实施了每小时80公里（每小时50英里）的低速限制，以预防和减少在节日期间发生的交通意外。在城镇地区，时速限制降至每小时60公里（每小时40英里）。

### 交通事故
马来西亚联邦公路往往是大部分陆路交通发生事故的地点，尤其是在节日期间。

### 节日期间
在节日期间（如春节，排灯节，圣诞节与开斋节等），道路修建、维修与养护的工作会被停止。此外，在节日期间，重型货运交通工具（如混凝土搅拌车等）会被禁止驶入道路与高速公路。每年马来西亚警察会开展Ops Selamat行动以确保节日期间道路安全。

### 自动执法系统
自动执法系统（Automated Enforcement System，简称AES）是马来西亚监控所有联邦公路，高速和快速公路的道路安全执法系统。 该系统于2012年9月22日开始生效。

#### 自动执法系统种类
- 超速相机
- 闯红灯相机

### 自然灾害
公共工程部随时监测马来西亚的所有联邦公路，以减少山崩和洪水等自然灾害对交通安全构成的威胁。